# Haus Beck (Löhne-Ulenburg)
Haus Beck er et tidligere riddergods i bydelen Ulenburg i byen Löhne i det nuværende regeringsdistrikt Detmold i Westfalen i den tyske delstat Nordrhein-Westfalen. Haus Beck blev omtalt 1151 som lensgård under Herford Stift. Fra 1605 til 1745 var godset stamsæde for en gren af den danske kongefamilie, hertugerne af Slesvig-Holsten-Sønderborg-Beck, fra hvilken den nuværende danske kongeslægt, huset Glücksborg, udspringer. 

## Dorotheas og Alexanders tid
Haus Beck blev købt af greven af Oldenborg i 1604. Kort tid efter overlod greven Haus Beck til sin kusine Dorothea af Schwarzburg-Sondershausen og hendes mand hertug Alexander af Sønderborg. Det unge par bosatte sig straks på godset, og her tilbagte deres børn en stor del af deres barndom. 

## Sofie Katrines tid
Alexander døde i Sønderborg i 1627. Otte år senere giftede Sofie Katrine, der var hans yngste overlevende datter, sig med grev Anton Günther af Oldenborg. Ved brylluppet i 1635 besluttede Dorothea og hendes søn (hertug Hans Christian) at give Sophie Katarina Haus Beck som medgift. 

## August Philips tid
I 1645 blev Sophie Katarinas bror August Philip gift med Clara af Delmenhorst (datter af grev Anton af Delmenhorst). Året efter købte August Philip Haus Beck af sin søster. Han blev herefter boende i sit barndomshjem resten af sit liv. Allerede i 1648 fik han opført den nuværende hovedbygning. 

## Slægten Sønderborg-Beck
August Philip tog titlen hertug af Sønderborg-Beck. Hans efterkommere holdt fast i denne titel, indtil hans tiptipoldesøn blev titulær hertug af Glücksborg i 1825. 

## Ejere
- omkring 1151: Nonneklostret Herford.
- Familien von Beck.
- Familien von Quernheim.
- 1604-1605: Greven af Oldenborg.
- 1605-1627: Alexander af Sønderborg og Dorothea af Schwarzburg.
- 1627-1633: Enkehertuginde Dorothea af Sønderborg.
- 1633-1635: Hertug Hans Christian af Sønderborg.
- 1635-1646: Sofie Katrine af Sønderborg (grevinde af Oldenborg).
- 1646-1675: August Philip af Sønderborg-Beck.
- 1675-1745: Forskellige medlemmer af familien Sønderborg-Beck.
- 1745-1750: Baronesse (Freifrau) von Ledebur-Königsbrück.
- 1750-1786: Werner Heinrich Christoph von Wulfen.
- 1786-1790: Baron (Freiherrn) Georg von Mönster.
- 1790- : Franz Christian von Borries zu Eckendorf.

- 1899-nu: Friedrich Blomeyer og hans efterkommere.

52°12′43″N 8°42′43″Ø / 52.212°N 8.712°Ø